# Romney Brent
Romney Brent, född Romulo Larralde 26 januari 1902 i Saltillo, Mexiko, död 24 september 1976 i Mexico City, Mexiko, var en mexikansk skådespelare, regiassistent och manusförfattare. Han arbetade på Broadway mellan 1922 och 1954. Brent fick ofta spela utlänning av obestämd härkomst. I Hollywood är han bland annat känd för sin roll som Filip III i filmen Don Juans äventyr.

## Filmografi (urval)
- 1937 – Under den röda kappan
- 1937 – Head over Heels
- 1949 – Singoalla